# Roberto Assis
Roberto Assis, mit vollem Namen Roberto de Assis Moreira (* 10. Januar 1971 in Porto Alegre), ist ein ehemaliger brasilianischer Fußballspieler. Er ist der neun Jahre ältere Bruder und heutige Manager und Berater des brasilianischen Fußballstars Ronaldinho.

## Karriere

### Vereinskarriere

#### Fußballerische Anfänge bei Grêmio
Anfangs galt Assis als großes Talent des brasilianischen Fußballs und wurde sogar mit Diego Maradona verglichen. Jedoch blieb er immer hinter den Erwartungen zurück und blieb ein mittelmäßiger Spieler. Sein Bruder sieht ihn als großes Vorbild. Seine Karriere begann Assis 1982 beim brasilianischen Fußballverein Grêmio Porto Alegre.
Im November 1987 wurde Assis von Scouts vom FC Turin im Endspiel der Nachwuchs-Landesmeisterschaft entdeckt und wurde in einem zweiwöchigen Probetraining unter die Lupe genommen. Am Ende der Probezeit bot Turin ihm einen Vertrag mit einem Gehalt von 38.000 Euro, was etwa 3,5 Millionen Cruzados, der ehemaligen brasilianischen Währung, entsprach, an. Jedoch waren die Verantwortlichen von Grêmio nicht begeistert von Turin und boten Assis einen Vertrag mit einem Gehalt unter einer Million Cruzados, aber mit einem Haus in einem edleren Viertel von Porto Algre, an. Schließlich unterschrieb er einen Profivertrag bei Grêmio Porto Alegre.
Assis' Profikarriere startete sehr erfolgreich: er und Grêmio gewannen dreimal in Folge die Staatsmeisterschaft von Rio Grande do Sul in den Jahren 1988, 1989 und 1990. Auch die Copa do Brasil gewann er 1989, wobei er das erste Tor von Porto Alegre besorgte. Doch 1991 erlitt er eine ernsthafte Verletzung am Knie, die ihn acht Monate spielunfähig machte. Diese Verletzung war der entscheidende Knick in seiner Karriere: er konnte nie wieder an seine alte Form anknüpfen und verließ Grêmio Porto Alegre nach vier Jahren und mindestens 49 Einsätzen (neun Tore).

#### Wechsel nach Europa und Karriere in Japan und Mexiko
Nachdem er wieder auf der Liste u. a. vom FC Turin stand, entschied Assis, in die Schweiz zum FC Sion zu gehen. Hier setzte er sich gleich zu Beginn als Stammspieler durch und erzielte in 97 Spielen für den Verein zwischen 1992 und 1995 29 Tore und gewann auch noch Schweizer Cup 1995.
1995 verabschiedete Roberto Assis sich in Richtung Portugal zu Sporting Lissabon. Hier konnte er sich allerdings nicht durchsetzen und absolvierte er in der Saison 1995/96 nur fünf Spiele und erzielte kein Tor, wurde aber immerhin Supercupsieger. 1996 ging er zurück in die Heimat zu CR Vasco da Gama, wo er kein Spiel machte, und dann zu Fluminense FC, wo er sechs Partien absolvierte (kein Tor). Nach Ende der Série A 1996 und kurz vor der Winterpause der Saison 1995/96 ging Assis zurück zum FC Sion, wo er gleich nach seiner Rückkehr die Schweizer Meisterschaft und den Schweizer Cup gewann. Allerdings avancierte Roberto de Assis Moreira nicht wieder zum Stammspieler wie während seiner ersten Zeit in der Schweiz. Nach der Schweizer Meisterschaft 1997 verabschiedete sich Assis auf Leihbasis nach acht Partien vom Verein.
Zur Saison 1997/98 ging er per Leihe zurück zu Sporting Lissabon in die Primeira Liga. Bis zur Winterpause erzielte er in lediglich acht Partien immerhin zwei Tore. In der Winterpause kehrte Assis zu Sion zurück. Nach nur enttäuschenden zwei Spielen bis zum Ende der Saison wechselte er wieder in die portugiesische Liga zu CF Estrela Amadora, wo er in 12 Spiele vier Tore erzielen konnte.
Doch auch den Klub verließ er und ging nach Japan zu Consadole Sapporo. Hier wurde Assis zum Stammspieler und absolvierte in der J. League Division 2 1999 28 Spiele und erzielte neun Tore. 1999 ging der Mittelfeldspieler nach dem verpassten Aufstieg Sapporos zum mexikanischen Klub CD Estudiantes Tecos, wo er zwei Tore in 13 Partien erzielte.

#### Rückkehr nach Brasilien und Karriereende in Montpellier
2000 kehrte er erneut in seine brasilianische Heimat zu SC Corinthians Paulista zurück. Nach der verpassten Meisterschaft 2000 gelang sie in der Saison 2001, wo Assis allerdings nur ein Spiel machte. Zum Ende seiner Karriere 2001 ging er zum Montpellier HSC in die letzte Saison der französischen Division 1. Sein Debüt feierte er am 6. Spieltag am 8. September 2001, als Assis beim Spiel gegen AJ Auxerre (0:1) in der 86. Minute für Geoffrey Doumeng eingewechselt wurde. Nach dem 13. Tabellenplatz am Ende der Saison und neun Einsätzen, sein letzter am 34. Spieltag gegen Olympique Marseille am 4. Mai 2002 (0:1), beendete Roberto de Assis Moreira seine aktive Laufbahn.

### Nationalmannschaft
Mit der brasilianischen U-17-Nationalmannschaft nahm er an der U-17-Weltmeisterschaft 1987 teil. Jedoch endete das Turnier für die Mannschaft bereits in der Vorrunde, nachdem man in den ersten beiden Spielen jeweils 0:0 gegen Frankreich und Saudi-Arabien spielten, aber das letzte Spiel gegen Australien 0:1 verlor. Assis absolvierte alle drei Spiele. Ebenfalls nahm Assis mit der brasilianischen U-20-Nationalmannschaft an der U-20-Weltmeisterschaft 1989 teil. Hier konnte das Team mit ihm alle drei Gruppenspiele und auch das Viertel- bzw. das Halbfinale gewinnen. Nach dem verpassten Finale im Spiel gegen Portugal (0:1) gewann Brasilien das Spiel um Platz 3 gegen die Vereinigten Staaten, wo Assis erstmals im Turnier durchspielte.
Außerdem sollte Assis mit der U-23 Brasiliens 1992 in der Qualifikation zu den Olympischen Spielen mitagieren (wo man schlussendlich nicht spielte), jedoch konnte er den Trainer nicht überzeugen, dass ihn die schwere Verletzung, die er sich im Jahr zuvor zugezogen hatte, in Sachen Fähigkeit und Potenzial nicht beeinflusst hatte.

## Nach der Karriere
Nach dem Ende seiner Spielerlaufbahn wurde er Berater seines Bruders Ronaldinho. Bald nach der Gründung des Vereins Porto Alegre FC, Erstligist der Staatsliga von Rio Grande do Sul, im Jahr 2006 wurde Assis dessen Präsident.
Im April 2012 wurde Assis in Porto Alegre wegen Geldwäsche und Steuerhinterziehung in erster Instanz zu fünf Jahren und fünf Monaten Haft verurteilt. Ihm wird vorgeworfen, 2003 und 2004 Devisentransfers in sechsstelliger Höhe der brasilianischen Zentralbank unterschlagen zu haben.

## Familie
Assis kam am 10. Januar 1971 als erstes von drei Kindern seiner Eltern João de Silva Moreira, der Amateurspieler beim Cruzeiro Belo Horizonte, Parkwächter bei Grêmio und Schweißer an der Werft war und Dona Miguelina de Assis, die Kosmetikverkäuferin und später Krankenpflegerin war, in Porto Alegre zur Welt. Sein jüngerer Bruder ist Ronaldinho.
Sein Vater starb wenige Tage nach dessen 19. Hochzeitstag am 10. Januar 1989, den er zusammen mit seiner Familie und auch Roberto feierte, der sich nach einer Blinddarmoperation erholen musste und deshalb an seinem 18. Geburtstag zurück zu seiner Heimat flog. Er wurde bewusstlos im Pool der Familie aufgefunden und starb Tage später im Krankenhaus. Die Ursache wurde nie richtig geklärt: offiziell heißt es, er erlitt einen Herzinfarkt, jedoch meinten viele, dass er nach einer Alkoholvergiftung starb.
Sein Stiefvater Vanderlei starb am 6. Oktober 2012 an einem Herzinfarkt.
Assis ist mit Carla verheiratet und hat drei Kinder: seinen Sohn Diego (* 1994), der in der Jugend unter anderem bei Flamengo Rio de Janeiro aktiv war, sowie die zwei Töchter Roberta und Melany (* 1992); Melany lebt derzeit als Rocksängerin in Mexiko.

## Erfolge

### Vereine
Grêmio Porto Alegre:
- Staatsmeisterschaft von Rio Grande do Sul: 1988, 1989, 1990
- Pokal von Brasilien: 1989

 FC Sion:
- Schweizer Meister: 1997
- Schweizer Pokal: 1995, 1997

 Sporting Lissabon:
- Portugiesischer Supercup: 1995
- Portugiesischer Pokal: 2. Platz 1995

 Corinthians São Paulo:
- Staatsmeisterschaft von São Paulo: 2001

### Nationalmannschaft
Brasilien U-20:
- U-20-Weltmeisterschaft: 3. Platz 1989